# Aureliano in Palmira
Aureliano in Palmira ist eine Oper (Originalbezeichnung: „dramma serio“) in zwei Akten von Gioachino Rossini (Musik) mit einem Libretto von Felice Romani. Sie wurde am 26. Dezember 1813 an der Mailänder Scala uraufgeführt.

## Handlung
Das palmyrische Reich der Königin Zenobia wird vom römischen Kaiser Aureliano erobert. Zenobia liebt den persischen Prinzen Arsace, der auch ihr Kampfgefährte ist. Aureliano ist fasziniert von ihr, nimmt Arsace fest und versucht vergeblich, sie durch Drohungen gegen diesen für sich zu gewinnen. Arsace entkommt, wird aber zusammen mit Zenobia erneut festgenommen. Aurelianos Vertraute Publia hat sich in Arsace verliebt und bittet um Gnade für ihn. Aureliano begnadigt beide großmütig.

“Aureliano Imperatore, presa Antiochia, e liberata Publia figlia di Valeriano dalle mani di Odenato, mosse guerra a Zenobia Regina di Palmira tanto in que’ giorni potente, ed acerrima nemica de’ Romani. Dopo varie vicende la sfortunata Regina fu vinta, fatta prigioniera, e portata a Roma in catene. Su questo fatto Istorico è fondato il presente Dramma. L’Autore si è servito di tutte le libertà che si accordano ai Poeti Drammatici per rendere più teatrale l’intreccio, ma non si è discostato un momento dal verosimile.”

„Nachdem Kaiser Aurelian bei Antiochia Publia, die Tochter Valerians, aus den Händen Odaenathus’ befreit hatte, kämpfte er gegen Zenobia, die Königin von Palmyra, die in jenen Tagen eine mächtige und erbitterte Feindin der Römer war. Nach verschiedenen Wechselfällen wurde die unglückliche Königin besiegt, gefangen genommen und in Ketten nach Rom gebracht. Auf dieser historischen Tatsache basiert das gegenwärtige Drama. Der Autor hat alle Freiheiten genutzt, die den dramatischen Dichtern gestattet sind, um die Handlung dramatischer zu machen, aber er ist keinen Moment von der Wahrscheinlichkeit abgewichen.“

Während Aureliano und Zenobia historische Vorbilder haben, ist die Figur des Arsace erdichtet. Auch Aurelianos Großmut am Ende der Oper hat keine historische Grundlage und ist dem Wunsch nach einem glücklichen Ausgang geschuldet.:192

### Erster Akt

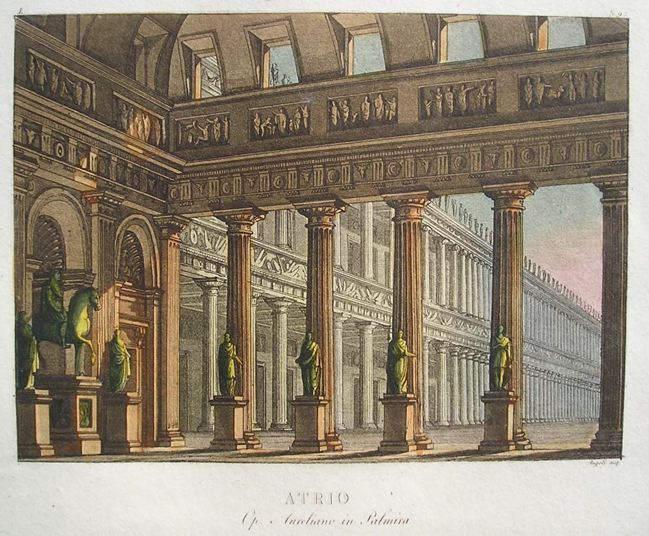
Paulo Landriani: Bühnenbild des ersten Akts, Mailand, 1813

Großer Tempel der Isis mit Statue derselben
Szene 1. Der Hohepriester und Chöre von Priestern, Jungfrauen und Kriegern vollziehen ein Opfer und beten zu Isis um Beistand gegen die Römer, die das Land bedrohen.
Szene 2. Die palmyrische Königin Zenobia und der persische Prinz Arsace bekräftigen ihre Liebe und ihr militärisches Bündnis.
Szene 3. Der palmyrische General Oraspe meldet die Ankunft Kaiser Aurelianos und seiner Armee am Ufer des Euphrat. Die Stadt ist unmittelbar bedroht. Arsace eilt zur Schlacht, während Zenobia zur Verteidigung in Palmyra bleibt.
Szene 4. Der Hohepriester verspricht, dass selbst wenn die Stadt untergehen sollte, Arsaces Ruhm ewig währen werde.
Weites chaotisches Schlachtfeld. Im Hintergrund sieht man den Euphrat, und die Stadt Palmyra.
Szene 5. Die Perser wurden geschlagen, und der Chor der römischen Soldaten preist den siegreichen Kaiser. Aureliano bedankt sich bei ihnen und besingt anschließend sein mächtiges Vaterland.
Szene 6. Der gefangene Arsace und Aureliano treffen aufeinander. Es kommt zum Streit. Arsace wird abgeführt.
Szene 7. Der römische Tribun Licinio besingt den Ruhm Roms und Zenobias Niederlage.
Das Innere einer prächtigen Halle, die sich nach rechts und links öffnet
Szene 8. Aureliano teilt seiner Vertrauten Publia mit, dass er Arsace freilassen und ihn weiter über sein Reich herrschen lassen würde, wenn er sich von Zenobia lossagte. Licinio meldet die Ankunft von Zenobias General Oraspe. Dieser bittet Aureliano um eine Audienz für Zenobia, die ihr gewährt wird. Oraspe und Licinio gehen wieder.
Szene 9. Zenobia betritt die Halle mit ihrem Gefolge und einem Wagen voller Geschenke. Chöre von römischen Soldaten und palmyrenischen Mädchen drücken ihre Hoffnung um Frieden aus. Zenobia bittet den Kaiser vergeblich, Arsace freizulassen. Aureliano ist fasziniert von Zenobias Schönheit, lässt sich aber weder durch ihre Gaben noch durch Kriegsdrohungen beeindrucken. Er bietet stattdessen an, die Gefangenen einschließlich Arsace freizulassen, wenn sie sich ihm unterwirft. Zenobia ist entsetzt. Obwohl der Chor der Gefangenen sie anfleht, seinem Wunsch Folge zu leisten, bleibt sie standhaft. Zenobia verabschiedet sich von den Gefangenen, während diese den Himmel um Erbarmen bitten. Alle außer Aureliano und Publia gehen.
Szene 10. Aureliano erzählt Publia, wie beeindruckt er von Zenobias Standhaftigkeit und Schönheit ist. Beide hoffen, dass sie durch Arsaces Unglück dazu gebracht werden kann, ihren Stolz aufzugeben. Aureliano geht.
Szene 11. Publia ist heimlich in Arsace verliebt. Sie hofft, dass Zenobia nachgibt und Aurelianos Geliebte wird, denn dann wäre Arsace frei für sie selbst.
Das Innere eines alten Schlosses, das als Gefängnis für Arsace dient
Szene 12. Arsace beklagt sein Schicksal und den Verlust Zenobias.
Szene 13. Zenobia betritt die Zelle. Sie und Arsace versichern einander ihre Liebe.
Szene 14. Aureliano kommt mit einigen Wachen. Er lässt die Fesseln Arsaces lösen, verlangt aber von ihm, Zenobia aufzugeben. Als Arsace ablehnt, verurteilt Aureliano ihn zum Tode. Im folgenden Terzett kämpft Aureliano mit seinen widerstreitenden Gefühlen des Zorns und der Liebe, während Zenobia und Arsace sich auf ihre Liebe verlassen.
Letzte Szene. Während der Chor der Römer zur nächsten Schlacht gegen Zenobias Truppen ruft, verabschiedet diese sich von Arsace. Aureliano brennt unterdessen vor Rachedurst. Alle drängen zum Kampf.

### Zweiter Akt

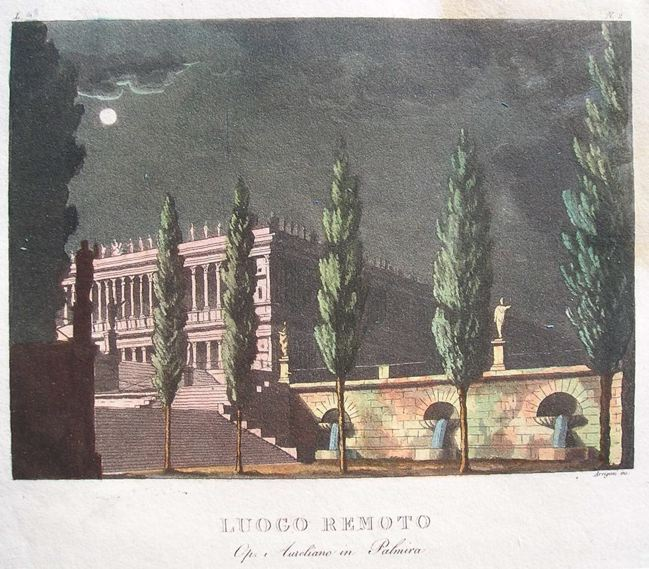
Paulo Landriani: Bühnenbild des zweiten Akts, Mailand, 1813

Weiträumige unterirdische Schatzkammer Zenobias mit einer gewundenen Treppe und weiteren Zugängen
Szene 1. Die palmyrenische Armee wurde geschlagen. Ein Chor von Mädchen und Edelleuten beklagt den Fall Palmyras.
Szene 2. Zenobia erscheint ohne Kopfschmuck und stimmt in den Klagegesang ein. An einem einzigen Tag sei ganz Asien den Römern anheimgefallen. Für die Anwesenden bleibe nur der Tod als einzige Hoffnung.
Szene 3. Aureliano kommt und prahlt, dass Zenobias Schande nun überall bekannt sei. Zenobia widerspricht: Palmyra und Asien seien zwar unterworfen, aber sein größter Gegner, ihre Beständigkeit, sei noch nicht gebändigt. Im folgenden Duett versucht Aureliano vergeblich, Zenobia zum Nachgeben zu überreden.
Szene 4. Publia und Licinio bringen die Nachricht von Arsaces Entkommen. Oraspe habe den Kerker angegriffen und ihn befreit. Aureliano ist sich sicher, ihn bald wieder festnehmen zu können.
Anmutiger Hügel am Ufer des Euphrat. In der Ferne einige Berge mit Wasserfällen. Hirtenhütten
Szene 5. Hirten und Hirtinnen besingen ihre Freude darüber, dass sie in ihrer Armut vom Krieg verschont wurden. Sie ziehen sich zurück.
Szene 6. Arsace erscheint und genießt die friedvolle Landschaft.
Szene 7. Die Hirten kehren zurück. Einer von ihnen spricht Arsace an und fragt nach Neuigkeiten aus Palmyra. Er erzählt von der Niederlage und gibt sich zu erkennen. Die Hirten bieten ihm Zuflucht an.
Szene 8. Oraspe hat ein Heer aus palmyrenischen und persischen Soldaten aufgestellt, um Arsace gegen die Römer zu unterstützen.
Vorhalle des von den Siegern eingenommenen Palasts
Szene 9. Publia weist Aureliano darauf hin, dass Arsace eine neue Armee aufbaut. Aureliano glaubt nicht, dass sie eine große Gefahr darstellen. Seine Gedanken gelten in erster Linie Zenobia.
Szene 10. Aureliano bietet Zenobia an, gemeinsam mit ihm über das römische Weltreich zu herrschen. Licinio informiert ihn darüber, dass Arsaces Aufstand vom Volk unterstützt werde und seine Truppen bereits in die Stadt eingedrungen seien.
Szene 11. Publia warnt Zenobia vor Aurelianos Zorn. Als sie Kriegslärm vernimmt, flieht sie.
Szene 12. Oraspe berichtet Zenobia vom Verlauf des Kampfes und rät ihr zur Flucht, weil der Ausgang ungewiss sei.
Ein abgelegener Ort in der Nähe des Palasts. Nacht, Mondlicht
Szene 13. Nachdem der Aufstand niedergeschlagen wurde, beklagt Arsace seine Niederlage. Zenobia und Oraspe kommen hinzu. Oraspe drängt Arsace, ihm zu folgen, um sich zu retten. Arsace und Zenobia sind so froh über ihr Wiedersehen, dass sie zögern …
Szene 14. … und von Aureliano festgenommen und zu lebenslanger getrennter Haft verurteilt werden.
Vorhalle wie zuvor
Szene 15. Publia beklagt das Schicksal des von ihr noch immer geliebten Arsace. Sie will versuchen, ihn zu retten.
Szene 16. Aureliano kommt mit großem Gefolge. Publia wirft sich ihm zu Füßen und bittet um Gnade für Arsace. Auch Licinio überbringt Gnadengesuche der palmyrenischen Edelleute.
Letzte Szene. Die Großen des Reiches unterwerfen sich Aureliano. Dieser lässt seine Gefangenen Arsace, Zenobia und Oraspe holen und zeigt sich großzügig. Sofern sie Rom ewige Treue schwören, werden sie freigelassen und erneut in ihre Ämter eingesetzt. Zenobia und Arsace akzeptieren dankbar. Von nun an sind sie Freunde Roms.

## Gestaltung
Obwohl der Auftrag zu Aureliano in Palmira von der Mailänder Scala kam und die Oper ein heroisches Thema hat, handelt es sich eigentlich um eine Kammeroper. Die militärischen und heroischen Elemente werden lediglich stilisiert dargestellt. Richard Osborne beschrieb die Musik in seiner Rossini-Biographie folgendermaßen: „Aureliano in Palmira ist voller Kostbarkeiten: ein sanfter pastoraler Ton, ein winziger, an Pathos reicher Chor, der aus der unglückseligen Tancredi-Umarbeitung für Ferrara übernommen wurde, und verschiedene glückliche Einfälle, wie die Ouvertüre […]“:32 Besonders hervorzuheben sind die von einem obligaten Horn begleitete Cavatine des Aureliano in der fünften Szene des ersten Aktes („Cara patria! Il mondo trema“), die Gefängnisszene des Arsace in der zwölften Szene des ersten Aktes und seine Szenen am Euphrat-Ufer mit dem Schäferchor („O care selve, o care“) im zweiten Akt ab der fünften Szene sowie das erste Duett der Liebenden Zenobia und Arsace in der dreizehnten Szene des zweiten Aktes („Mille sospiri e lagrime“).:193 f
Der Chor der neunten Szene des ersten Aktes, in dem die Gefangenen Zenobia anflehen, Aureliano zu erhören, stammt aus dem Finale der überarbeiteten Fassung des Tancredi, die Rossini für eine Aufführung Ferrara geschrieben hatte.:181
Die Ouvertüre verwendete Rossini erneut 1815 in Elisabetta regina d’Inghilterra und 1816 in Il barbiere di Siviglia.:70 Sie war allerdings vermutlich ursprünglich schon 1811 für L’equivoco stravagante komponiert worden.:49 Auch Arsaces Rondo am Ende der siebten Szene des zweiten Aktes („No! non posso al mio tesoro“) nutzte Rossini in diesen Opern für die Auftrittsarie der Elisabetta („Questo cor ben lo comprende“) bzw. die Cavatine der Rosina („Una voce poco fa“).:201 Im Il barbiere di Siviglia tauchen außerdem die ersten acht Takte des Eingangschores („Sposa del grande Osiride“, in Almavivas „Ecco ridente in cielo“) sowie Teile der Einleitung zu Zenobias und Arsaces Duett (am Anfang von Basilios „La calunnia“) auf.:49

## Werkgeschichte
Der Librettist Felice Romani (gelegentlich fälschlich als Gian Francesco Romanelli angegeben) gestaltete das Libretto zu Aureliano in Palmira nach einem älteren Text von Gaetano Sertor, das dieser für Pasquale Anfossis 1789 in Venedig aufgeführte Oper Zenobia in Palmira geschrieben hatte.
Für den Auftrag der Mailänder Scala erhielt Rossini einen Lohn von achthundert Francs.:61 Bei der Uraufführung am 26. Dezember 1813 sangen der Tenor Luigi Mari (Aureliano), Die Sopranistin Lourença Nunes Correia (Zenobia), der Alt-Kastrat Giovanni Battista Velluti (Arsace), die Mezzosopranistin Luigia Sorrentini (Publia), der Tenor Gaetano Pozzi (Oraspe) und die Bässe Pietro Vasoli (Licinio) und Vincenzo Botticelli (Hohepriester). Zwischen den beiden Akten wurde das Ballett Arsinoe e Telemaco von Wenzel Robert von Gallenberg gegeben, und als Abschluss das Ballett I minatori valacchi. Die Choreographie beider Ballette stammte von Gaetano Gioia.
Giovanni Battista Velluti war der letzte der großen Sängerkastraten. Seine Partie des Arsace ist Rossinis einzige Kastratenrolle. Für die Partie des Aureliano war ursprünglich der damals berühmte Tenor Giovanni David vorgesehen, der jedoch an Masern erkrankte und durch den weniger begabten Luigi Mari ersetzt wurde. Diese Änderung macht sich durch unterschiedliche Schwierigkeitsgrade der Gesangslinien dieser Rolle im ersten und zweiten Akt bemerkbar.:48
Die Uraufführung war kein großer Erfolg. Dem Giornale italiano zufolge lag dies an den Sängern. Auch die Allgemeine musikalische Zeitung gab die Schuld nicht der Musik, sondern vermisste die „innere Lebenskraft“. Der Corriere milanese bezeichnete die Oper als langweilig und die Aufführung als überaus träge. Trotzdem wurde sie in dieser Spielzeit vierzehnmal gegeben.:49
Im folgenden Jahrzehnt wurde die Oper an ungefähr dreißig Opernhäusern aufgeführt – vorwiegend in italienischen Städten, beispielsweise 1830 zur Eröffnung des neuen Teatro Metastasio in Prato, aber auch 1822 in Barcelona, 1824 und 1832 in Lissabon, 1825 in Korfu, 1826 in London, 1827 in deutscher Sprache in Graz sowie 1829 in Buenos Aires.:427
In neuerer Zeit wurde die Oper erst im September 1980 im Teatro Politeama in Genua unter Leitung von Giacomo Zani wieder aufgeführt. Weitere Inszenierungen gab es 1996 beim Festival Rossini in Wildbad, 2011 in Martina Franca und 2014 beim Rossini Opera Festival Pesaro (Wiederaufnahme 2023). Mitschnitte all dieser Aufführungen wurden auf CD oder DVD veröffentlicht.

## Aufnahmen
- 1. September 1980 (live aus Genua): Giacomo Zani (Dirigent), Orchester und Chor der Opera Giocosa di Genova. Paolo Barbacini (Aureliano), Luciana Serra (Zenobia), Helga Müller-Molinari (Arsace), Anna Maria Rizzoli (Publia), Bernardino Trotta (Oraspe), Giancarlo Tosi (Licinio), Orazio Mori (Hohepriester). A.N.N.A. Recording Company ANNA 1053 (2 CD).[7]:15371
- 1980 (Video, live aus Padua): Giacomo Zani (Dirigent). Paolo Barbacini (Aureliano), Luciana Serra (Zenobia), Helga Müller-Molinari (Arsace), Anna Maria Rizzoli (Publia). Premiere Opera DVD 6112 (1 DVD).[7]:15372
- 1981 (Studio): Giacomo Zani (Dirigent), Orchester der Opera Giocosa di Genova, Coro Gregorio Magno. Paolo Barbacini (Aureliano), Luciana Serra (Zenobia), Helga Müller-Molinari (Arsace), Anna Maria Rizzoli (Publia), Bernardino Trotta (Oraspe), Giancarlo Tosi (Licinio), Carlo Cava (Hohepriester). Ars Nova AVST 36220 (3 LP), Charles Handelman – Live Opera 03440, Sarx ANG 97001-2 (2 CD).[7]:15373
- September 1991 (live aus Lucca, Rezitative leicht gekürzt): Giacomo Zani (Dirigent), Orchester und Chor des Teatro Comunale del Giglio di Lucca. Ezio di Cesare (Aureliano), Denia Mazzola-Gavazzeni (Zenobia), Luciana d’Intino (Arsace), Nicoletta Ciliento (Publia), Ferrero Poggi (Oraspe), Paolo Maria Orecchia (Licinio), Antonio Marani (Hohepriester). Nuova Era CD: 7069/70 (2 CD).[7]:15374
- 20. Juli 1996 (live aus Bad Wildbad, leicht gekürzt): Francesco Corti (Dirigent), I Virtuosi di Praga, Czech Philharmonic Chamber Chorus. Donald George (Aureliano), Tatjana Korovina (Zenobia), Angelo Manzotti (Arsace), Elisabeth Canis (Publia), Vincent Ordonneau (Oraspe), Alexander Anicolli (Licinio und Hohepriester). Bongiovanni GB 2201-2 (2 CD).[7]:15375
- 2011 (Video, live vom Festival della Valle d’Itria in Martina Franca): Giacomo Sagripanti (Dirigent), Orchestra Internazionale d’Italia, Coro Slovacco di Bratislava. Bogdan Mihai (Aureliano), Maria Aleida (Zenobia), Franco Fagioli (Arsace), Asude Karayavuz (Publia), Merto Süngu (Oraspe), Masashi Mori (Licinio), Luca Tittoto (Hohepriester). Bongiovanni AB 20022 (DVD).[8]
- Oktober 2010: Maurizio Benini (Dirigent), London Philharmonic Orchestra, Geoffrey Mitchell Choir. Kenneth Tarver (Aureliano), Catriona Smith (Zenobia), Silvia Tro Santafé (Arsace), Ezgi Kutlu (Publia), Julian Alexander Smith (Oraspe), Vuyani Mlinde (Licinio), Andrew Foster-Williams (Hohepriester). Opera Rara ORC 46 (3 CD).[9]
- 2014 (Video, live vom Rossini Opera Festival Pesaro): Will Crutchfield (Dirigent), Orchestra Sinfonica Gioachino Rossini, Chor des Teatro Comunale di Bologna, Mario Martone (Inszenierung). Michael Spyres (Aureliano), Jessica Pratt (Zenobia), Lena Belkina (Arsace), Raffaella Lupinacci (Publia), Dempsey Rivera (Oraspe), Sergio Vitale (Licinio), Dimitri Pkhaladze (Hohepriester). Arthaus Musik 109074 (DVD/BR).[10]